# Gastrophysa viridula
Espèce
Gastrophysa viridula, la chrysomèle de l'oseille, est une espèce d'insectes coléoptères de la famille des Chrysomelidae.

## Description
Petit coléoptère vert doré, parfois bleuâtre, au corps noir.

## Distribution
Europe, de la France à la Scandinavie, au nord de la Russie (absent des régions méditerranéennes).

## Habitat
Il est phytophage. Les adultes, visibles de mai à août, et leurs larves, vivent sur les oseilles (Rumex) et plantes proches, dans des endroits humides où se développent leurs plantes nourricières.
Gastrophysa viridula a également été trouvé sur la renouée du Japon (Fallopia japonica), il est même l'un des seuls insectes européens connu pour se nourrir de cette plante invasive. Mais cela se produit seulement quand la population de l'insecte est importante et que ses plantes hôtes naturelles (les Rumex) ont déjà été en grande partie consommées. Il ne constitue donc pas pour le moment un ennemi naturel efficace vis-à-vis de la renouée du Japon.